# Single numer jeden w roku 2012 (Węgry)
2012 – czternasty rok, w którym było prowadzone zestawienie najlepiej sprzedających się singli na Węgrzech. Lista była tworzona na podstawie wyników sprzedaży nośników fizycznych oraz digital download.

## Historia notowania
| Data publikacji | Utwór                          | Wykonawca               | Źródło |
| --------------- | ------------------------------ | ----------------------- | ------ |
| 2 stycznia      | „Utazó”                        | Ákos                    | [ 2 ]  |
| 9 stycznia      | „Utazó”                        | Ákos                    | [ 3 ]  |
| 16 stycznia     | „Girly”                        | Juli Fábián & Zoohacker | [ 4 ]  |
| 23 stycznia     | „Utazó”                        | Ákos                    | [ 5 ]  |
| 30 stycznia     | „Utazó”                        | Ákos                    | [ 6 ]  |
| 6 lutego        | „Girly”                        | Juli Fábián & Zoohacker | [ 7 ]  |
| 13 lutego       | „Girly”                        | Juli Fábián & Zoohacker | [ 8 ]  |
| 20 lutego       | „Girly”                        | Juli Fábián & Zoohacker | [ 9 ]  |
| 27 lutego       | „Utazó”                        | Ákos                    | [ 10 ] |
| 5 marca         | „Girly”                        | Juli Fábián & Zoohacker | [ 11 ] |
| 12 marca        | „Girly”                        | Juli Fábián & Zoohacker | [ 12 ] |
| 19 marca        | „Girly”                        | Juli Fábián & Zoohacker | [ 13 ] |
| 26 marca        | „Girly”                        | Juli Fábián & Zoohacker | [ 14 ] |
| 2 kwietnia      | „Girly”                        | Juli Fábián & Zoohacker | [ 15 ] |
| 9 kwietnia      | „Előkelő idegen”               | Ákos                    | [ 16 ] |
| 16 kwietnia     | „Előkelő idegen”               | Ákos                    | [ 17 ] |
| 23 kwietnia     | „Előkelő idegen”               | Ákos                    | [ 18 ] |
| 30 kwietnia     | „Előkelő idegen”               | Ákos                    | [ 19 ] |
| 7 maja          | „Előkelő idegen”               | Ákos                    | [ 20 ] |
| 14 maja         | „Előkelő idegen”               | Ákos                    | [ 21 ] |
| 21 maja         | „Előkelő idegen”               | Ákos                    | [ 22 ] |
| 28 maja         | „Előkelő idegen”               | Ákos                    | [ 23 ] |
| 4 czerwca       | „Előkelő idegen”               | Ákos                    | [ 24 ] |
| 11 czerwca      | „Előkelő idegen”               | Ákos                    | [ 25 ] |
| 18 czerwca      | „Előkelő idegen”               | Ákos                    | [ 26 ] |
| 25 czerwca      | „Előkelő idegen”               | Ákos                    | [ 27 ] |
| 2 lipca         | „Előkelő idegen”               | Ákos                    | [ 28 ] |
| 9 lipca         | „Előkelő idegen”               | Ákos                    | [ 29 ] |
| 16 lipca        | „Előkelő idegen”               | Ákos                    | [ 30 ] |
| 23 lipca        | „Előkelő idegen”               | Ákos                    | [ 31 ] |
| 30 lipca        | „Előkelő idegen”               | Ákos                    | [ 32 ] |
| 6 sierpnia      | „Előkelő idegen”               | Ákos                    | [ 33 ] |
| 13 sierpnia     | „Előkelő idegen”               | Ákos                    | [ 34 ] |
| 20 sierpnia     | „Előkelő idegen”               | Ákos                    | [ 35 ] |
| 27 sierpnia     | „Előkelő idegen”               | Ákos                    | [ 36 ] |
| 3 września      | „Előkelő idegen”               | Ákos                    | [ 37 ] |
| 10 września     | „Előkelő idegen”               | Ákos                    | [ 38 ] |
| 17 września     | „Előkelő idegen”               | Ákos                    | [ 39 ] |
| 24 września     | „Előkelő idegen”               | Ákos                    | [ 40 ] |
| 1 października  | „Előkelő idegen”               | Ákos                    | [ 41 ] |
| 8 października  | „Előkelő idegen”               | Ákos                    | [ 42 ] |
| 15 października | „Előkelő idegen”               | Ákos                    | [ 43 ] |
| 22 października | „Előkelő idegen”               | Ákos                    | [ 44 ] |
| 29 października | „Előkelő idegen”               | Ákos                    | [ 45 ] |
| 5 listopada     | „Előkelő idegen”               | Ákos                    | [ 46 ] |
| 12 listopada    | „Előkelő idegen”               | Ákos                    | [ 47 ] |
| 19 listopada    | „Előkelő idegen”               | Ákos                    | [ 48 ] |
| 26 listopada    | „She Wolf (Falling to Pieces)” | David Guetta feat. Sia  | [ 49 ] |
| 3 grudnia       | „Előkelő idegen”               | Ákos                    | [ 50 ] |
| 10 grudnia      | „Skyfall”                      | Adele                   | [ 51 ] |
| 17 grudnia      | „Skyfall”                      | Adele                   | [ 52 ] |
| 24 grudnia      | „Előkelő idegen”               | Ákos                    | [ 53 ] |